# 谢尔盖·斯塔尼舍夫
谢尔盖·德米特里耶维奇·斯塔尼舍夫（發音：[sɛrˈɡɛj stɐˈniʃɛf]；1966年5月5日—），出生于苏联乌克兰赫尔松，保加利亚政治家、总理。
籍贯在希腊的库库什地区的保加利亚族社区，父亲迪米特尔·斯塔尼舍夫是保加利亚共产党公务员，母亲是俄罗斯人。斯塔尼舍夫过去曾是俄罗斯公民，1989年毕业于莫斯科国立大学历史专业，1995年被任命为保加利亚社会党国际部首席专家，1996年他放弃了俄罗斯公民权并成为保加利亚公民，出任社会党国际部主任。曾做过记者。1994年，他取得了莫斯科国立大学的历史学博士学位。1995～1996年成为社会党最高委员会外交政策和国际问题首席专家。1998至2000年先后在莫斯科和伦敦进修。2000年5月当选社会党最高委员会成员（相当于过去的政治局委员）。2001年12月当选第44届社会党最高委员会主席和“保加利亚联盟”议会议员团主席，是自1990年共产党更名社会党后的第4位党主席，也是社会党第二年轻的党主席。
2005年6月25日，以社会党为首的“为了保加利亚联盟”在大选中获胜，赢得国民议会240个议席中的82席。斯塔尼舍夫以极为微弱的优势通过了总理信任投票，但是议会否决了他的部长人选提名。8月15日，经过与反对党领袖、前国王、前总理西美昂·薩克森-科堡-哥達斯基的商讨， “保加利亚联盟”与 “西美昂二世国民运动”和土耳其族“争取权利与自由运动”组成联合政府，斯塔尼舍夫于8月17日正式出任总理。
斯塔尼舍夫至今未婚。但他与一位名叫埃莱娜·荣切娃的女记者長期同居。
| 官衔                                 | 官衔                                      | 官衔                     |
| ------------------------------------ | ----------------------------------------- | ------------------------ |
| 前任者： 西美昂·薩克森-科堡-哥達斯基 | 保加利亞總理 2005年8月17日－2009年7月27日 | 繼任者： 博伊科·鲍里索夫 |